# Буйновский, Александр Сергеевич
Александр Сергеевич Буйновский (род. 1940) — советский и российский учёный, доктор технических наук, профессор; ученик профессора Курина Николая Павловича.
Автор порядка 380 научных работ; подготовил 18 кандидатов и трёх докторов наук.

## Биография
Родился  31 марта 1940 года в Волгограде.
В 1957 году окончил среднюю школу № 2 в городе Юрге Кемеровской области; в 1964 году – физико-технический факультет Томского политехнического института (ТПИ, ныне Томский политехнический университет) по специальности «Технология редких и рассеянных элементов». После окончания вуза остался в нем работать – был ассистентом на кафедре № 43 физико-технического факультета. В 1969—1972 годах обучался в аспирантуре ТПИ. После защиты кандидатской диссертации работал старшим преподавателем, доцентом кафедры общей и неорганической химии химико-технологического факультета. Затем стал доцентом и профессором, заведующим кафедрой химии и технологии неорганических веществ в Северском технологическом институте НИЯУ МИФИ (в городе Северске Томской области). Кандидатскую диссертацию защитил в феврале 1969 года, докторскую – в марте 1990 года (обе защиты прошли в специализированном совете вуза).
Александр Буйновский занимается технологиями получения редких, рассеянных и радиоактивных элементов, а также фторидной технологией получения высокоэнергетических магнитов на основе редкоземельных элементов. В результате своих работ сформировал новое научное направление. Он участвует в проекте по международному проекту обмена студентами (Дортмундский университет, Германия, 1995 год). В 1995-1997 одах вел совместные научно-исследовательские работы с фирмой «Вакуумшмельце» (Ханау, Германия). В 1990—1997 годах участвовал в конференциях по химии и технологии получения и разделения редкоземельных металлов и их применению –  в США (Калифорния), Югославии (Любляна), Австрии (Вена), России и СНГ. Его труды на эту тематику публикуются в журналах «Металлы», «Цветные металлы», «Прикладная химия», «Физическая химия» и других.
«Заслуженный деятель науки Российской Федерации», орденом Почета (1995) и медалями.